# TSV Steinbach
TSV Steinbach is een Duitse voetbalclub uit het stadtteil Steinbach van Haiger.
De club werd in 1921 opgericht als omnisportvereniging en richtte zich aanvankelijk op vuistbal. Later werd voetbal de hoofdactiviteit en dat is de enige sport die nog bedreven wordt. Vanaf het seizoen 2008/09 promoveerde de club zeven keer en speelt vanaf het seizoen 2017/18 in de Regionalliga Südwest.
FC Bayern Alzenau ·
Bahlinger SC ·
TSG Balingen ·
FSV Frankfurt ·
SC Freiburg II ·
SGV Freiberg ·
Barockstadt Fulda-Lehnerz ·
FC 08 Homburg ·
KSV Hessen Kassel ·
1. FSV Mainz 05 II ·
TSV Schott Mainz ·
Kickers Offenbach ·
SV Sandhausen ·
SG Sonnenhof Großaspach ·
TSV Steinbach ·
SV Stuttgarter Kickers ·
SV Eintracht Trier 05 ·
FC-Astoria Walldorf
Nord:
SG Bad Soden ·
FSV Dörnberg·
FC Eichenzell ·
SG Eiterfeld/Leimbach ·
SV Buchonia Flieden ·
SG Barockstadt Fulda-Lehnerz II ·
SG Calden/Meimbressen ·
SV Hofbieber ·
Hessen-Kassel-II ·
SG Johannesberg ·
SG Klei./Hun./Doh. ·
Lichtenauer FV ·
SV Steinbach ·
OSC Vellmar ·
TSV 1900 Wabern ·
SC Willingen ·
FSV Wolfhagen

Mitte:
FV Biebrich 02 · 
FV 09 Breidenbach · 
TuS Dietkirchen ·
FC Ederbergland ·
SV Rot-Weiss Hadamar ·
TSF Heuchelheim ·
TuS Hornau ·
SSC Juno Burg ·
VfR 07 Limburg ·
Sportfreunde Blau-Geld Marburg · 
FC Germania Okriftel ·
TSV Steinbach II ·
FC Waldbrunn ·
SG Walluf ·
SV Wiesbaden 1899 ·
Türkische SV Wiesbaden ·
SV Zeilsheim

Süd:
DJK Sportfreunde Bad Homburg ·
SG Bornheim Grün-Weiss ·
1. FCA Darmstadt ·
Rot-Weiß Darmstadt ·
SC Dortelweil ·
Rot-Weiss Frankfurt ·
VfR Goß Gerau ·
FC Kalbach ·
1. FC Langen ·
SG Langstadt/Babenhausen ·
FC Neu-Anspach ·
SV Pars Neu-Isenburg ·
Germania Ober-Roden ·
Offenbacher Kickers II ·
SF Seligenstadt ·
SV Unter-Flockenbach ·
SV Rot-Weiß Walldorf II